# لیک متیوز (کالیفرنیا)
لیک متیوز (به انگلیسی: Lake Mathews) یک منطقهٔ مسکونی در ایالات متحده آمریکا است که در شهرستان ریورساید، کالیفرنیا واقع شده‌است. لیک متیوز ۴۱٫۲۵۲ کیلومتر مربع مساحت و ۵٬۸۹۰ نفر جمعیت دارد و ۵۴۱٫۰۳ متر بالاتر از سطح دریا واقع شده‌است.